# Distrito electoral de Johnstown (condado de Brown, Nebraska)
Johnstown (en inglés: Johnstown Precinct) es un distrito electoral ubicado en el condado de Brown en el estado estadounidense de Nebraska. En el Censo de 2010 tenía una población de 287 habitantes y una densidad poblacional de 0,21 personas por km².

## Geografía
Johnstown se encuentra ubicado en las coordenadas 42°25′34″N 100°7′00″O / 42.42611, -100.11667. Según la Oficina del Censo de los Estados Unidos, Johnstown tiene una superficie total de 1397.38 km², de la cual 1388.27 km² corresponden a tierra firme y (0.65%) 9.11 km² es agua.

## Demografía
Según el censo de 2010, había 287 personas residiendo en Johnstown. La densidad de población era de 0,21 hab./km². De los 287 habitantes, Johnstown estaba compuesto por el 97.21% blancos, el 0% eran afroamericanos, el 0.35% eran amerindios, el 0.35% eran asiáticos, el 0% eran isleños del Pacífico, el 1.74% eran de otras razas y el 0.35% pertenecían a dos o más razas. Del total de la población el 1.74% eran hispanos o latinos de cualquier raza.